# 한티재

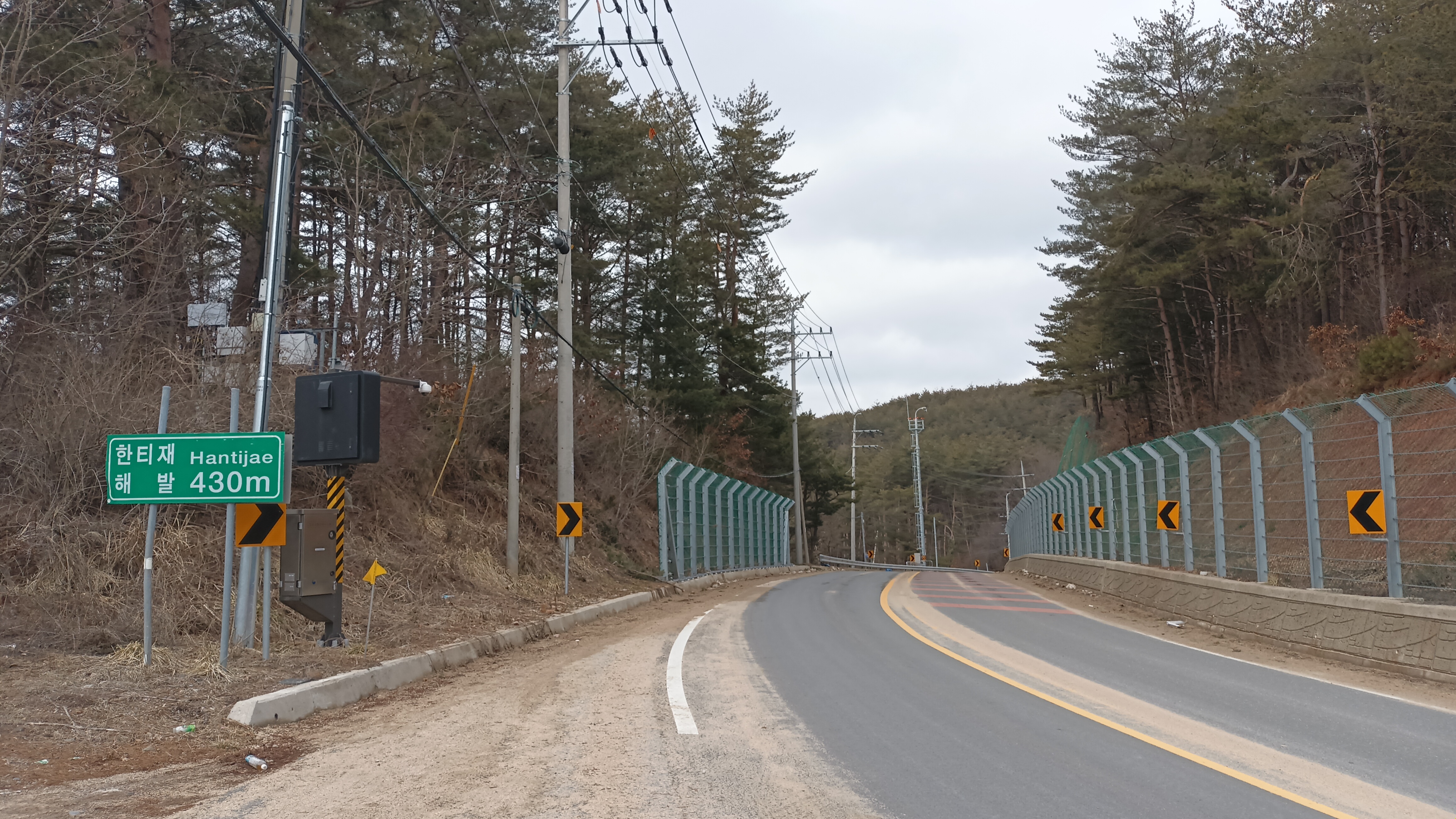
영양군 수비면 한티재의 국도 제88호선

한티재는 대한민국의 고개로, 경상북도 안동시, 영양군,포항시, 그리고 대구광역시 군위군 등에 있다. 영양군과 포항시의 한티재는 낙동정맥이 통과한다.  

## 안동시 한티재
안동시의 한티재는 경상북도 안동시 수상동에 있다. 과거 안동에서 대구로 갈 때 넘던 고개이다. 현재 중앙고속도로 한티교차로가 있는 곳이다.

## 영양군의 한티재
영양군의 한티재는 경상북도 영양군 수비면에 있는 고개로, 높이는 해발 430m이다. 국도 제88호선이 통과하며 정상 부근에 오일뱅크 한티재 주유소가 있다. 경사는 최대 10%다. 낙동정맥이 통과한다.

### 한티재와하천쟁탈
과거, 동해로 유입되는 왕피천과 낙동강으로 유입되는 반변천의 분수계는 현재의 영양군 수비면 수하리 영양반딧불이천문대 부근에 있었다. 그러나 왕피천의 지속적인 두부 침식에 의해 수하리에서 수비면소재지까지 6 km 정도 들어와 반변천의 유역을 쟁탈하였고 분수계는 현재 국도 제88호선이 지나는 한티재로 옮겨 갔다. 풍극이 된 한티재 정상에는 하천퇴적물이 분포하며 한티재의 정상은 가장 가까이에서 흐르는 발리천의 하상보다 30 m 정도 높다. 풍극의 퇴적층은 34±2 ka에 형성된 것이다. 왕피천의 침식은 앞으로도 반변천 방향으로 계속 진행될 것으로 예상된다.

### 가송동층노두
한티재 국도 제88호선 국도변에는 아래 사진과 같이 경상 누층군 가송동층의 자색 및 백색 노두가 드러나 있다.
영양군 수비면 계리, 한티재 국도 제88호선 도로변에 드러난 가송동층의 노두
- 북위 36° 45′ 59.0″ 동경 129° 11′ 14.2″ / 북위 36.766389°  동경 129.187278°
- 북위 36° 45′ 59.3″ 동경 129° 11′ 13.5″ / 북위 36.766472°  동경 129.187083°
- 북위 36° 45′ 59.7″ 동경 129° 11′ 13.2″ / 북위 36.766583°  동경 129.187000°
- 북위 36° 45′ 59.5″ 동경 129° 11′ 13.3″ / 북위 36.766528°  동경 129.187028°
- 북위 36° 45′ 59.6″ 동경 129° 11′ 14.1″ / 북위 36.766556°  동경 129.187250°

## 포항시의 한티재
포항시의 한티재는 경상북도 포항시 죽장면과 기계면의 경계에 있는 고개로, 국도 제31호선이 통과한다. 고개 정상에는 길이 200m의 한티터널이 있다. 경사도는 고개 동쪽이 7~10%, 고개 서쪽이 8%이다. 낙동정맥이 통과한다.

## 대구, 경북의 한티재
대구광역시 군위군 부계면과 경상북도 칠곡군 동명면의 경계에 있는 고개로, 국지도 제79호선이 통과한다. 과거에는 국지도 제79호선이 고개를 그대로 넘어갔으나, 2017년 12월 1일 동명~부계 간 도로 14.24 km 구간 및 팔공산터널이 개통하여, 기존 21.14 km 구간이 폐지되었다. 2023년 7월 군위군의 대구광역시 편입과 함께 개통한 군위방면 급행버스도 팔공산터널을 거쳐서 간다.
강원특별자치도 고성군/인제군의 미시령처럼 동계에 강설 시에는 전면 통제된다.

## 같이 보기
- 한국의 고개
- 팔공산터널
- 낙동정맥